# Галле (округ, Шри-Ланка)
Галле (синг. ගාල්ල දිස්ත්‍රික්කය, там. காலி மாவட்டம) — один из 25 округов Шри-Ланки. Входит в состав Южной провинции страны. Административный центр — город Галле.
Площадь округа составляет 1652 км². В административном отношении подразделяется на 19 подразделений.
Население округа по данным переписи 2012 года составляет 1 058 771 человек. 94,31 % населения составляют сингальцы; 3,64 % — ларакалла; 1,44 % — ланкийские тамилы; 0,53 % — индийские тамилы; 0,02 % — бюргеры; 0,01 % — малайцы и 0,04 % — другие этнические группы. 93,98 % населения исповедуют буддизм; 3,71 % — ислам; 1,46 % — индуизм и 0,83 % — христианство.